# Луйгас, Инара
Инара Луйгас (Inara Luigas) (урожденная Лабе) — эстонский политический деятель, депутат парламента (Рийгикогу).
Родилась 13 января 1959 года в Верх-Красноярке Новосибирской области в семье депортированных в Сибирь эстонцев. В том же году их семья вернулась в Микитамяэ.
Окончила Вяймелский зооветеринарный совхоз-техникум (1978), Эстонскую сельскохозяйственную академию по специальности зоотехник (1990) и Эстонский институт экономических менеджеров (1996).
Работала ветеринарным врачом в совхозе Вериора Пылваского района Эстонской ССР (1978—1980), и совхозе Выханду (1980—1988). В 1988—1993 гг. зоотехник-селекционер совхоза Выханду.
С 1993 по 2006 год глава администрации волости Микитамяэ.
Член Центристской партии Эстонии с 1997 года. Депутат X Рийгикогу (2006—2007), XI Рийгикогу (2007—2011) и XII Рийгикогу (2011—2015).
9 апреля 2012 года вышла из фракции Центристской партии Эстонии вместе с Райнером Вакрой, Денисом Бородичем и Лембитом Кальюве. С 2 декабря 2013 года член Социал-демократической партии, с июня 2015 по июнь 2016 года её генеральный секретарь.
С 25 ноября 2016 года депутат XIII Рийгикогу.
В 2001—2003 годах Высшая Соотска (заместитель на земле короля Пеко) королевства сету.